# صندوق هبات دائم
صندوق الهبات الدائم في الولايات المتحدة هو أحد أنواع صناديق الهبات التي أسستها هيئة المبادئ المحاسبية الأمريكية المقبولة عمومًا. ويُصنَف كصندوق هبات حقيقي مقيد للحكومات والمنظمات غير الهادفة للربح. لتبسيط الأمر، فإن صندوق الهبات الدائم يمكن استخدامه لإنتاج الأموال وتوزيعها على المستحقين لتلقي المبالغ المالية نتيجة للأهلية أو الاتفاق، كما هو الحال مع مواطني ألاسكا أو سكانها الذين يستوفون شروط تلقي الأموال من صندوق الهبات الدائم المُستمِد أمواله من عائدات النفط الحكومية. وقد طُرِح للمرة الأولى في بيان مجلس المعايير المحاسبية الحكومية رقم 34. واسم هذا الصندوق مستوحى من الهدف منه: مجموعة من الأسهم المستخدمة لإنتاج الأموال بشكل دائم للحفاظ على التزام مالي محدد. هذا ولا يمكن تصنيف أي صندوق كصندوق هبات دائم إلا إذا اُستخدِمت أمواله للإعلان عن حالة أحد الموارد المالية المقيدة. ويكون المورد مقيدًا بمعنى أن أرباح المورد هي التي تُستخدَم فقط، وليس الأصل. على سبيل المثال، يمكن تصنيف الصندوق بأنه صندوق هبات دائم إذا اُستخدِم لدفع تكاليف الخدمات المحاسبية لهبة دائمة تُقدَم لمقبرة مُدارة من قِبل الحكومة أو الهبات المالية المُقدَمة لمكتبة مُدارة من قِبل الحكومة.
من المعتقدات الخاطئة الشائعة أن صناديق الهبات الدائمة لازمة للكيانات الحكومية ذات الأهداف الخاصة التي لا تعمل سوى في الأنشطة التجارية. لكن ليس هذا هو الحال. فوفقًا للبيان رقم 34، هذا النوع من الكيانات الحكومية ذات الأهداف الخاصة لا تحتاج سوى الإعلان عن صافي الرصيد من الموارد المقيدة.

## وصلات خارجية
- - المستند الموضح أعلاه ينبغي الآن شراؤه [وصلة مكسورة]